# Locomotiva 4-6-2

Diagrama do arranjo de rodas 4-6-2.

Uma locomotiva 4-6-2 possui, de acordo com a Classificação Whyte para locomotivas a vapor,  um arranjo de rodas consistindo de quatro rodas guia em um truque de dois eixos sem tração, seguidas de seis rodas motrizes, em três eixos, e duas rodas portantes, em um eixo posterior.

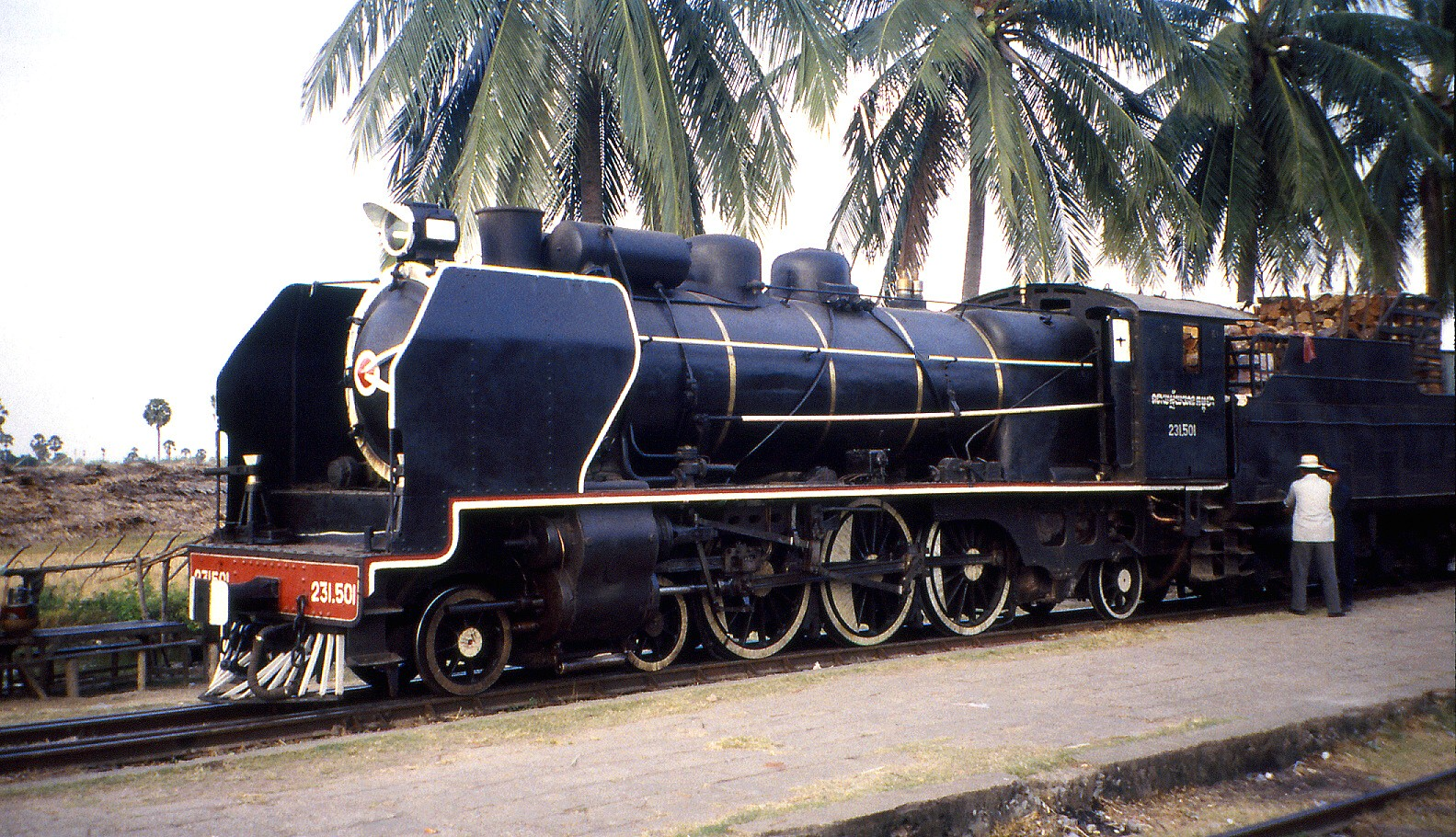
Locomotiva 4-6-2, “Pacific".

As “Pacific”, como ficaram conhecidas as locomotivas com arranjo 4-6-2, predominaram como locomotivas nos trens de passageiros durante a primeira metade do século XX, respondendo por cerca de 6800 unidades, ou 9% das locomotivas produzidas entre 1902 e 1930 para serviço nos EUA e Canadá. 

## Outras classificações
Outros sistemas de classificação representam o arranjo 4-6-2 com as seguintes notações:
- Classificação alemã (UIC): 2C1
- Classificação francesa: 2-3-1